# Gerhard Urain
Gerhard Urain (ur. 30 sierpnia 1972 w Rottenmann) – austriacki biegacz narciarski.

## Kariera
Po raz pierwszy na arenie międzynarodowej Gerhard Urain pojawił się 5 grudnia 19982 roku w Tauplitz podczas zawodów Pucharu Kontynentalnego. W zawodach tych zajął 24. pozycję na dystansie 15 km techniką klasyczną. W Pucharze Świata zadebiutował 12 grudnia 1992 roku w Ramsau, zajmując 77. miejsce w biegu na 10 km stylem klasycznym. Pierwsze pucharowe punkty zdobył ponad dwa lata później - 12 marca 1994 roku w Falun zajął 21. miejsce na dystansie 30 km klasykiem. Najlepsze wyniki osiągnął w sezonie 2000/2001, kiedy zajął trzydzieste miejsce w klasyfikacji generalnej. Na dużych międzynarodowych imprezach najbliżej medalu był podczas rozgrywanych w 2002 roku igrzysk olimpijskich w Salt Lake City, gdzie wspólnie z kolegami z reprezentacji zajął zwarte miejsce w sztafecie. Na rozgrywanych cztery lata wcześniej igrzyskach w Nagano był między innymi czternasty w biegu na 10 km techniką klasyczną. Czterokrotnie startował na mistrzostwach świata, najlepiej prezentując się na mistrzostwach świata w Lahti w 2001 roku, gdzie był między innymi siedemnasty na dystansie 15 km klasykiem, a w biegu na 30 km uplasował się jedną pozycję niżej. Od 2000 roku startował w cyklu FIS Marathon Cup, odnosząc jedno zwycięstwo - w marcu 2000 roku był najlepszy w szwajcarskim Engadin Skimarathon. Sezon 1999/2000 FIS MC ukończył na czwartej pozycji. W 2005 roku zakończył karierę.

## Osiągnięcia

### Igrzyska olimpijskie
| Miejsce | Dzień     | Rok  | Miejscowość    | Konkurencja             | Czas biegu | Strata  | Zwycięzca          |
| ------- | --------- | ---- | -------------- | ----------------------- | ---------- | ------- | ------------------ |
| 43.     | 9 lutego  | 1998 | Nagano         | 30 km stylem klasycznym | 1:33:55,8  | +9:27,1 | Mika Myllylä       |
| 14.     | 12 lutego | 1998 | Nagano         | 10 km stylem klasycznym | 27:24,5    | +1:00,7 | Bjørn Dæhlie       |
| 16.     | 14 lutego | 1998 | Nagano         | 10 km + 15 km pościgowy | 1:07:01,7  | +2:03,1 | Thomas Alsgaard    |
| DNF     | 22 lutego | 1998 | Nagano         | 50 km stylem dowolnym   | 2:05:08,2  | -       | Bjørn Dæhlie       |
| 23.     | 12 lutego | 2002 | Salt Lake City | 15 km stylem klasycznym | 37:07,4    | +3:02,9 | Andrus Veerpalu    |
| 41.     | 9 lutego  | 2002 | Salt Lake City | 30 km stylem dowolnym   | 1:11:31,0  | +3:30,6 | Christian Hoffmann |
| 4.      | 17 lutego | 2002 | Salt Lake City | Sztafeta 4 × 10 km      | 1:32:45,5  | +1:19,4 | Norwegia           |

### Mistrzostwa Świata
| Miejsce | Dzień     | Rok  | Miejscowość | Konkurencja             | Czas biegu | Strata  | Zwycięzca                     |
| ------- | --------- | ---- | ----------- | ----------------------- | ---------- | ------- | ----------------------------- |
| 37.     | 22 lutego | 1993 | Falun       | 10 km stylem klasycznym | 24:51,6    | +1:50,4 | Sture Sivertsen               |
| 45.     | 24 lutego | 1993 | Falun       | 10 km + 15 km pościgowy | 1:01:45,0  | +4:46,9 | Bjørn Dæhlie Władimir Smirnow |
| 31.     | 9 marca   | 1995 | Thunder Bay | 30 km stylem klasycznym | 1:15:52,3  | +7:24,4 | Władimir Smirnow              |
| 69.     | 11 marca  | 1995 | Thunder Bay | 10 km stylem klasycznym | 24:52,3    | +3:38,1 | Władimir Smirnow              |
| 28.     | 13 marca  | 1995 | Thunder Bay | 10+15 km pościgowy      | 1:06:19,5  | +2:45,0 | Władimir Smirnow              |
| 5.      | 17 marca  | 1995 | Thunder Bay | Sztafeta 4 × 10 km      | 1:34:27,1  | +2:34,2 | Norwegia                      |
| 31.     | 19 marca  | 1995 | Thunder Bay | 50 km stylem dowolnym   | 1:56:36,0  | +7:53,4 | Silvio Fauner                 |
| 17.     | 15 lutego | 2001 | Lahti       | 15 km stylem klasycznym | 39:26,0    | +1:52,4 | Per Elofsson                  |
| 18.     | 19 lutego | 2001 | Lahti       | 30 km stylem klasycznym | 1:14:17,9  | +3:13,9 | Andrus Veerpalu               |
| 5.      | 22 lutego | 2001 | Lahti       | Sztafeta 4 × 10 km      | 1:36:42,5  | +1:33,8 | Norwegia                      |
| 31.     | 17 lutego | 2005 | Oberstdorf  | 15 km stylem dowolnym   | 34:49,7    | +1:42,1 | Pietro Piller Cottrer         |
| 23.     | 27 lutego | 2005 | Oberstdorf  | 50 km stylem klasycznym | 2:30:10,1  | +1:02,9 | Frode Estil                   |

### Puchar Świata

#### Miejsca w klasyfikacji generalnej
- sezon 1993/1994 – 63.
- sezon 1994/1995 – 85.
- sezon 1995/1996 – 65.
- sezon 1996/1997 – 64.
- sezon 1997/1998 – 92.
- sezon 1998/1999 – 66.
- sezon 1999/2000 – 54.
- sezon 2000/2001 – 30.
- sezon 2001/2002 – 65.
- sezon 2004/2005 – 116.

#### Miejsca na podium
Urain nigdy nie stał na podium indywidualnych zawodów Pucharu Świata.

### FIS Marathon Cup

#### Miejsca w klasyfikacji generalnej
- sezon 1999/2000: 4.
- sezon 2002/2003: 37.
- sezon 2004/2005: 38.

#### Miejsca na podium
| Nr | Dzień  | Rok  | Zawody              | Dystans               | Czas biegu | Strata | Pozycja | Zwycięzca |
| -- | ------ | ---- | ------------------- | --------------------- | ---------- | ------ | ------- | --------- |
| 1. | marzec | 2000 | Engadin Skimarathon | 42 km stylem dowolnym | 1:25.29,6  | -      | 1.      | -         |